# Alfons IV van Aragón
Alfons IV van Aragón (Napels, 1299 — Barcelona, 24 januari 1336), was koning van Aragón, van Valencia, Corsica en Sardinië van 1328 tot aan zijn dood.

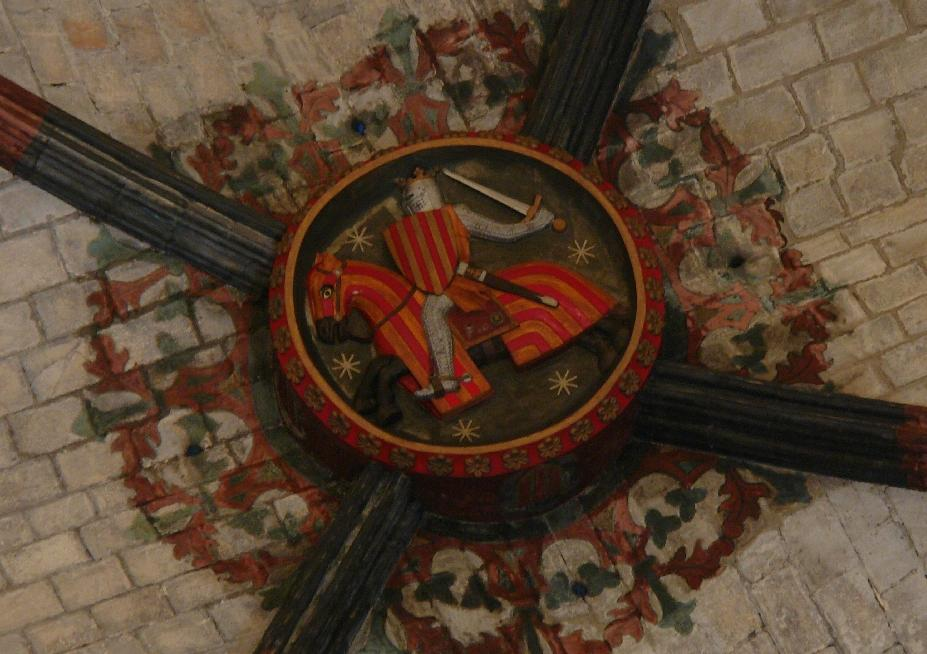
Alfons IV van Aragón, sluitsteen in de kerk van Santa María del Mar in Barcelona

Alfons IV, bijgenaamd El Benigno, in het Nederlands De Weldoener, was de tweede zoon van koning Jacobus II van Aragón en Blanca van Anjou. Zijn regeringsperiode ging gepaard met een sterke bevolkingsafname in Catalonië en een economische terugval.

## Jeugd en troonopvolging
Hij trouwde in 1314 met Theresia van Entenza waardoor hij het graafschap Urgell verwierf. Hij werd de rechtmatige troonopvolger van het koninkrijk Aragón nadat zijn oudere broer Jacobus in 1319 afzag van opvolging en toetrad tot een kloosterorde. In 1324 kreeg hij van zijn vader de leiding over de Aragonese troepen tijdens de slag bij Lucocisterna waarbij de Pisaanse legers verslagen werden en waarna Sardinië voor geruime tijd onder de Aragonese Kroon viel.
In 1332 stuurde zijn vader hem naar Sardinië met een troepenmacht van 15.000 soldaten, Aragonezen en Catalanen. Hij wist goed weerstand te bieden tegen het vijandige Republiek Genua, maar dit dwarsboomde toch het plan om Corsica te annexeren.
Op 29 oktober 1327 stierf Theresia en op 2 november stierf zijn vader. Op paaszondag 1328 werd Alfons tot koning van Aragón gekroond.

## Regering onder Alfons IV
Alfons probeerde zich niet te laten meesleuren in de ingewikkelde politieke machtsspelen en intriges die tijdens zijn leven plaatsvonden op het Iberisch Schiereiland maar beperkte zich tijdens zijn regering voornamelijk tot het beschermen van de grenzen van zijn koninkrijk. Hij wilde een akkoord met Kroon van Castilië voor de bescherming van de Straat van Gibraltar en de Aragonese belangen op Sardinië. Het duurde uiteindelijk tot 1334 voordat Alfons zijn gezag over Sardinië wist te vestigen.
Hij trouwde een tweede maal op 5 februari 1329 in Tarragona met Eleonora van Castilië, dochter van Ferdinand IV van Castilië. Het huwelijk was vooral bedoeld om de band tussen Castilië en Aragón te versterken in de strijd tegen de Moren.
In 1334 werd Alfons ernstig ziek. Hij droeg bij leven de titel van het graafschap van Urgell over aan de veertien jaar oude Jacobus.
Toen zijn vrouw Eleonora voorzag dat haar zonen Ferdinand en Johan maar weinig zouden erven, begon zij Alfons IV te bewerken zodat deze voor zijn dood vele eigendommen, grond en kastelen afstond aan Ferdinand. Dit ging ten koste van zijn overige familieleden, vooral van zijn zonen Jacobus en de troonopvolger Peter uit zijn eerste huwelijk met Theresia. Zo werden Alos, Vilanova de Meià, Fabregada, Puig de Meiá, Fontloga, La Nou, Vernet, Ariet, Baldomar, Camarasa, Cubells, Ivars d'Urgell, Les Avellanes i Santa Linya, Mongay, Marita, en de kastelen van Farfanya en Orenga, door Alfons aan Ferdinand geschonken.
Alfons gaf Ferdinand bovendien het markizaat van Tortosa en voegde later Alicante, Elx, Orihuela, Albarracín en andere steden in Valencia toe. Dit leidde tot heftige protesten van de Valencianen die vreesden dat hun koninkrijk uiteen zou vallen en een makkelijke prooi voor Castilië zou worden. Bovendien zorgde de ruime apanagering van zijn jongere zoons en zijn vrouw voor onrust in het land.
Veel van deze overdrachten zouden na de dood van Alfons IV weer ongedaan worden gemaakt. Peter IV liet Ferdinand uiteindelijk in 1363 zelfs executeren.

## Nageslacht
Alfons was in 1314 gehuwd met Theresia van Entenza (1300-1327), dochter van graaf Gombaldo, hun kinderen waren:
- Alfons (1315-1317)
- Constance (1318-1346), in 1336 gehuwd met koning Jacobus III van Majorca (1315-1349)
- Peter IV (1319-1387)
- Jacobus I (1321-1347), graaf van Urgell
- Isabella (1325-1327)
- Sancho (1327-1327)

en in 1329 met Eleonora van Castilië (1307-1359), dochter van koning Ferdinand IV van Castilië, hun kinderen waren:
- Ferdinand, markies van Tortoza (1329-1363)
- Johan, señor van Elx (1330-1358)

## Voorouders
| Voorouders van Alfons IV van Aragón | Voorouders van Alfons IV van Aragón                                  | Voorouders van Alfons IV van Aragón                                  | Voorouders van Alfons IV van Aragón                                     | Voorouders van Alfons IV van Aragón                                     | Voorouders van Alfons IV van Aragón                                      | Voorouders van Alfons IV van Aragón                                      | Voorouders van Alfons IV van Aragón                                       | Voorouders van Alfons IV van Aragón                                       |
| ----------------------------------- | -------------------------------------------------------------------- | -------------------------------------------------------------------- | ----------------------------------------------------------------------- | ----------------------------------------------------------------------- | ------------------------------------------------------------------------ | ------------------------------------------------------------------------ | ------------------------------------------------------------------------- | ------------------------------------------------------------------------- |
| Overgrootouders                     | Jacobus I van Aragón (1208-1276) ∞ Jolanda van Hongarije (1215-1251) | Jacobus I van Aragón (1208-1276) ∞ Jolanda van Hongarije (1215-1251) | Manfred van Sicilië (1232-1266) ∞ 1270 Beatrix van Savoye ( (1223-1259) | Manfred van Sicilië (1232-1266) ∞ 1270 Beatrix van Savoye ( (1223-1259) | Karel van Anjou (1227-1285) ∞ 1246 Beatrix van Provence (1234-1267)      | Karel van Anjou (1227-1285) ∞ 1246 Beatrix van Provence (1234-1267)      | Stefanus V van Hongarije (1239-1272) ∞ Elisabeth van Koemanië (1240-1290) | Stefanus V van Hongarije (1239-1272) ∞ Elisabeth van Koemanië (1240-1290) |
| Grootouders                         | Peter III van Aragón (1239-1285) ∞ Constance van Sicilië (1249-1302) | Peter III van Aragón (1239-1285) ∞ Constance van Sicilië (1249-1302) | Peter III van Aragón (1239-1285) ∞ Constance van Sicilië (1249-1302)    | Peter III van Aragón (1239-1285) ∞ Constance van Sicilië (1249-1302)    | Karel II van Napels (1254-1309) ∞ 1270 Maria van Hongarije ( (1257-1323) | Karel II van Napels (1254-1309) ∞ 1270 Maria van Hongarije ( (1257-1323) | Karel II van Napels (1254-1309) ∞ 1270 Maria van Hongarije ( (1257-1323)  | Karel II van Napels (1254-1309) ∞ 1270 Maria van Hongarije ( (1257-1323)  |
| Ouders                              | Jacobus II van Aragón (1267-1327) ∞ Blanca van Anjou (1280-1310)     | Jacobus II van Aragón (1267-1327) ∞ Blanca van Anjou (1280-1310)     | Jacobus II van Aragón (1267-1327) ∞ Blanca van Anjou (1280-1310)        | Jacobus II van Aragón (1267-1327) ∞ Blanca van Anjou (1280-1310)        | Jacobus II van Aragón (1267-1327) ∞ Blanca van Anjou (1280-1310)         | Jacobus II van Aragón (1267-1327) ∞ Blanca van Anjou (1280-1310)         | Jacobus II van Aragón (1267-1327) ∞ Blanca van Anjou (1280-1310)          | Jacobus II van Aragón (1267-1327) ∞ Blanca van Anjou (1280-1310)          |
| Alfons IV van Aragón 1299-1336)     |                                                                      |                                                                      |                                                                         |                                                                         |                                                                          |                                                                          |                                                                           |                                                                           |

- Bibliothèque nationale de France: cb14606991t (data)
- Catàleg d'autoritats de noms i títols de Catalunya: 981058525919706706
- Gemeinsame Normdatei: 118859080
- International Standard Name Identifier: 0000 0000 9609 462X
- Library of Congress Control Number: n80032175
- Nationale Bibliotheek van Israël: 987007270942905171
- LIBRIS: 174766
- Système universitaire de documentation: 137045239
- Virtual International Authority File: 57908129
- WorldCat: E39PBJvd7D8qC4y3H34h9Xmcfq